# Yosemite Sam
Yosemite Sam ist eine Zeichentrickfigur, die zwischen 1945 und 1964 in 33 Kurzfilmen der Cartoonreihen Looney Tunes und Merry Melodies aufgetreten ist. Die Figur wurde von dem US-amerikanischen Animator Friz Freleng als Widersacher von Bugs Bunny entwickelt und von Mel Blanc gesprochen. In der deutschen Version wurde Yosemite Sam anfangs von Walter Reichelt gesprochen, ab 1996 übernahm der Synchronsprecher Tilo Schmitz diese Rolle. Yosemite Sam tritt meist als ein kleinwüchsiger, rothaariger Cowboy mit aufbrausendem Temperament auf.

## Entwicklung der Figur
Yosemite Sam war die bekannteste und erfolgreiche Figur aus einer Reihe von Zeichentrickfilmen, die der Regisseur Friz Freleng zusammen mit seinem Drehbuchautoren Michael Maltese Mitte der 1940er Jahre entwickelt hatte, um dem überaus populären Bugs Bunny ebenbürtige Gegner zu präsentieren. Freleng entwarf Yosemite Sam als einen aggressiven Charakter ohne Feinheiten, dessen Motive von vornherein klar waren. Damit stand diese Figur im Gegensatz zum eher weichlichen Elmer Fudd.
Freleng und Maltese entwarfen Yosemite Sam als einen kleinen, rothaarigen Cowboy mit einem riesigen Schnurrbart, der immer eine schwarze Maske trug. Inspiriert wurden sie dabei durch die Figur Sheriff Deadeye aus Red Skeltons Radio-Comedyshow, laut Michael Maltese stand aber auch der kleine, rothaarige Schnurrbartträger Freleng selbst Pate. Darüber hinaus gab es bereits in früheren Looney-Tunes-Filmen ähnliche Figuren, so trat 1944 in Robert Clampetts Buckaroo Bugs ein rothaariger Cowboy, der Red Hot Ryder, als Widersacher Bugs Bunnys auf. In Frelengs Bugs-Bunny-Film Stage Door Cartoon (ebenfalls von 1944) erschien gegen Ende des Films ein weißhaariger, kleinwüchsiger Sheriff, der als Prototyp von Yosemite Sam betrachtet werden kann. Der lautmalerische Name wurde vom kalifornischen Yosemite-Nationalpark abgeleitet.
Die Stimme von Yosemite Sam entwickelte Mel Blanc eher zufällig. Nach mehreren Versuchen, der Figur eine eher gedehnte Sprechweise zu geben, fand Blanc die passende Stimme während einer Autofahrt, als er sich lauthals über einen Verkehrsrowdy aufregte. Die brüllende Stimme wurde zu Yosemite Sams Markenzeichen, bereitete Mel Blanc aber immer wieder Probleme, da sie ihn sehr forderte und schnell heiser werden ließ.

## Auftritte in denLooney TunesundMerry Melodies
Seinen ersten Auftritt hatte Yosemite Sam in dem Kurzfilm Hare Trigger, der im Frühjahr 1945 veröffentlicht wurde. In dem Film ist Sam ein steckbrieflich gesuchter Outlaw, der bei dem Versuch, einen Eisenbahnzug zu überfallen, von Bugs Bunny überrumpelt wird. Erst 1947 gab es ein Wiedersehen mit Yosemite Sam; in dem Cartoon Along Came Daffy musste er sich mit Daffy Duck auseinandersetzen. Im folgenden Jahr war Yosemite Sam nicht nur in dem erneut im Wilden Westen angesiedelten Cartoon Bugs Bunny Rides Again, sondern auch als Pirat in Buccaneer Bunny zu sehen.
Bis 1964 trat Yosemite Sam jedes Jahr in mindestens einem Warner-Brothers-Cartoon auf. Bei 31 der insgesamt 33 Kurzfilme führte Friz Freleng Regie, nur in Sams letzten Auftritt im Jahr 1964, dem im Ersten Weltkrieg angesiedelten Dumb Patrol, und dem mit Ausschnitten aus alten Bugs-Bunny-Filmen zusammengestellten Cartoon Hare-Abian Nights von 1959 übernahmen andere Regisseure die Verantwortung. Mit Ausnahme von Along Came Daffy und dem Solowerk Honey’s Money von 1962 trat Yosemite Sam immer als Gegner von Bugs Bunny auf.
Obwohl Yosemite Sam als Cowboy konzipiert war, trat er auch an anderen Schauplätzen in Erscheinung, was oft mit einer Namensänderung verbunden war. So trat er als Pirat unter den Namen „Sea-goin’ Sam“ auf, als „Sam Schultz“ war er ein Gefängniswärter im Film Big House Bunny (1950), in Bunker Hill Bunny (ebenfalls 1950) kämpfte er als „Sam von Schamm, The Hessian“ im Amerikanischen Unabhängigkeitskrieg und als Araber trug er den Namen „Riff Raff Sam“ im Film Sahara Hare von 1955. In Knighty Knight Bugs von 1958, dem einzigen mit einem Oscar ausgezeichneten Bugs-Bunny-Cartoon, spielte Yosemite Sam den bösen Schwarzen Ritter.

## Sonstige Auftritte
Die zwischen 1945 und 1964 produzierten Filme mit Yosemite Sam wurden im Fernsehen im Rahmen der Bugs Bunny Show ausgestrahlt und wurden für verschiedene Fernsehspecials sowie Anfang der 1980er Jahre für einige Kompilationsfilme verwendet. Bei der deutschen Synchronisation der Bugs Bunny Show, zunächst unter dem Titel Bunny der Hase, ab 1983 dann unter dem Titel Mein Name ist Hase, übernahmen Klaus W. Krause und Walter Reichelt die Rolle von Yosemite Sam.
1988 hatte Yosemite Sam zusammen mit zahlreichen anderen Warner-Brothers-Figuren einen Gastauftritt in dem Spielfilm Falsches Spiel mit Roger Rabbit. Zwar wirkte Mel Blanc in dem Film als Sprecher mehrerer Figuren mit, doch übernahm Joe Alaskey den anspruchsvollen Part von Yosemite Sam.
Nach Mel Blancs Tod im Jahr 1989 sprachen verschiedene Schauspieler die Figur Yosemite Sam. Sam wirkte als Dozent der Acme Looniversität in der Zeichentrickserie Tiny Toon Abenteuer mit und hatte mit „Montana Max“ eine ihm entsprechende kindliche Figur. Außerdem war er in mehreren Episoden der Zeichentrickserie The Sylvester & Tweety Mysteries sowie als außerirdischer Bösewicht K’chutha Sa’am in Duck Dodgers zu sehen. Darüber hinaus hatte Yosemite Sam Cameo-Auftritte in den Spielfilmen Space Jam (1996) und Looney Tunes: Back in Action (2003).